# Теренсай (Павлодарская область)
Теренсай (каз. Теренсай, до 199? г. — Печерск) — упразднённое село в Иртышском районе Павлодарской области Казахстана. Ликвидировано в 2004 г. Входило в состав Абайского сельского округа.

## Население
В 1989 году население села составляло 114 человек.

По данным переписи 1999 года в селе проживало 114 человек (60 мужчины и 54 женщины).